# 신타카시마역
신타카시마역(일본어: 新高島駅)은 일본 가나가와현 요코하마시 니시구에 위치한 요코하마 고속 철도 미나토미라이 선의 역이다. 역 번호는 MM02이다.
본 역 주변 지구는 요코하마 시 도심의 하나인 "요코하마 도심"으로 지정되었다.

## 역 구조
상대식 승강장 2면 2선의 지하역이다. 개찰구 층은 지하 2층, 승강장 층은 지하 5층으로 미나토미라이 선의 역 중에서는 가장 깊은 위치에 있다. 에스컬레이터, 엘리베이터가 설치되어 있다.
출구는 개업 당시 2개였다가 이용객 증가와 더불어 4개로 늘어났다.

### 승강장
| 번호 | 노선            | 방향 | 행선                              |
| ---- | --------------- | ---- | --------------------------------- |
| 1    | 미나토미라이 선 | 하행 | 모토마치·주카가이 방면            |
| 2    | 미나토미라이 선 | 상행 | 요코하마・시부야・이케부쿠로 방면 |

#### 비고
- 본 역은 미나토미라이 선에서는 유일하게 각역정차만 정차하는 역이지만 예외적으로는 임시 열차 "미나토미라이 호"가 정차하거나 임시 다이아에 따라 운행될 경우에는 급행과 특급이 정차하기도 한다.

## 역사
요코하마 고속 철도의 건설 개시 당시에 이 역은 건설계획에서는 빠져있었지만 부근 주민 등의 강력한 요청에 의해 계획이 변경되어 상대식 승강장을 가진 역을 건설하기로 결정하였다. 이 역을 계획할 당시의 가칭 역명은 다카시마 역(高島駅)이었다. 메이지 시대 당시 요코하마 ~ 가나가와역 간에 있었던 만에 철도를 만들기 위해 매립지 공사를 실시하여 요코하마의 발전에 공헌한 다카시마 가에몬의 성씨인 다카시마를 딴 것이었다. 하지만 요코하마 시영 지하철 다카시마초 역이 같은 이름으로 인근에 위치해있어 폐선된 도큐 도요코 구선 (요코하마 ~ 사쿠라기초)에 있었던 역과의 혼동을 피하기 위해 신다카시마역으로 최종 명명되었다. 아래는 역의 연혁이다.

### 연표
- 2004년 2월 1일 - 요코하마 고속 철도 미나토미라이21 선의 개통과 동시에 영업 개시.
- 2005년 10월 31일 - 정(町) 구역 변경에 따라 역의 번짓수가 다카시마 1초메 1-1에서 미나토미라이 5초메 1-1로 변경되었다.
- 2007년 4월 21일・4월 28일・5월 5일 - 요코하마 앙팡맨 어린이 뮤지엄의 완공에 맞추어 임시 급행 미나토미라이 호가 정차하였다. 이후 미나토미라이 호가 운행 시마다 이 역에 정차하게 되었다.

## 사진

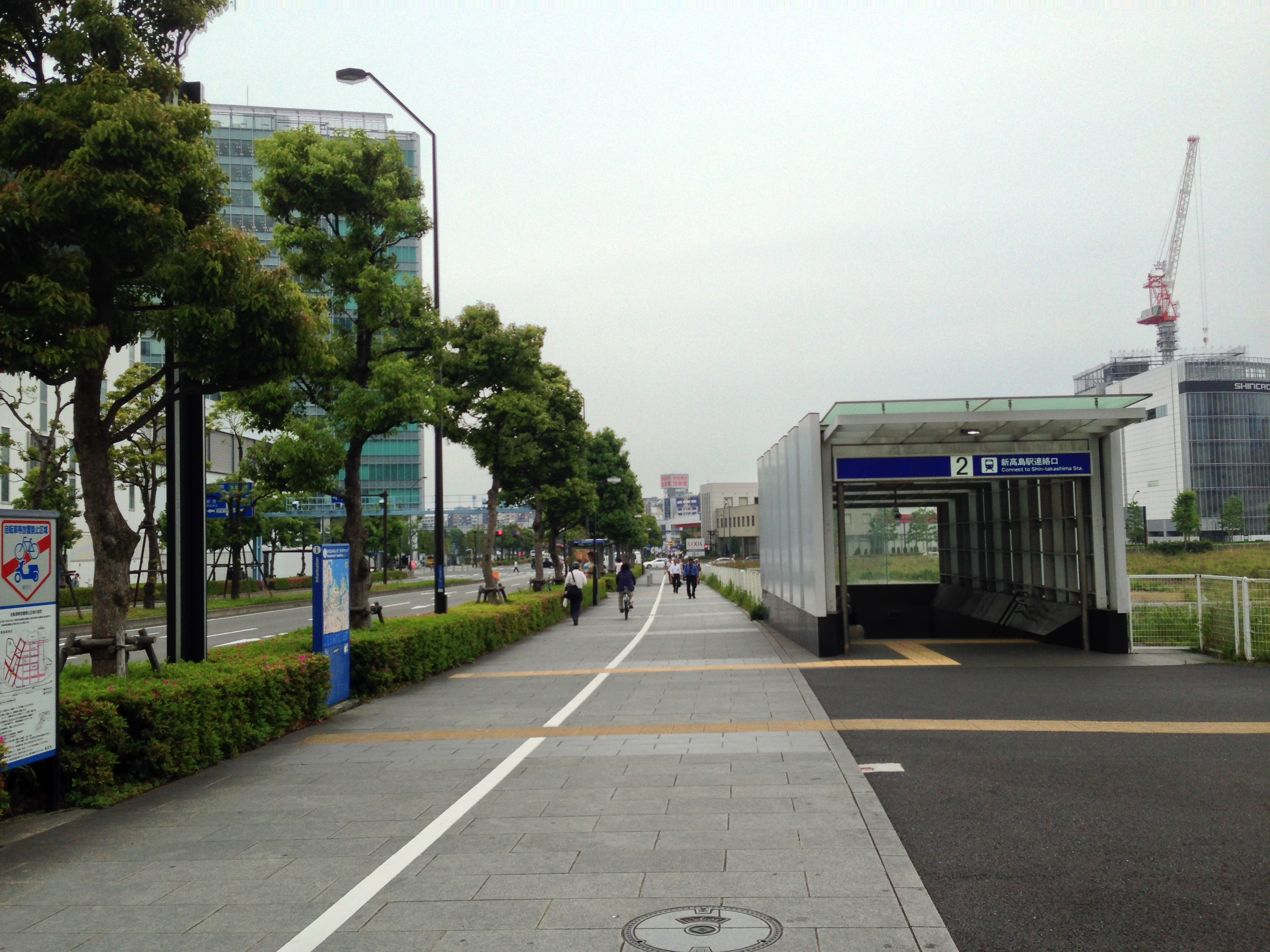
2번 출입구
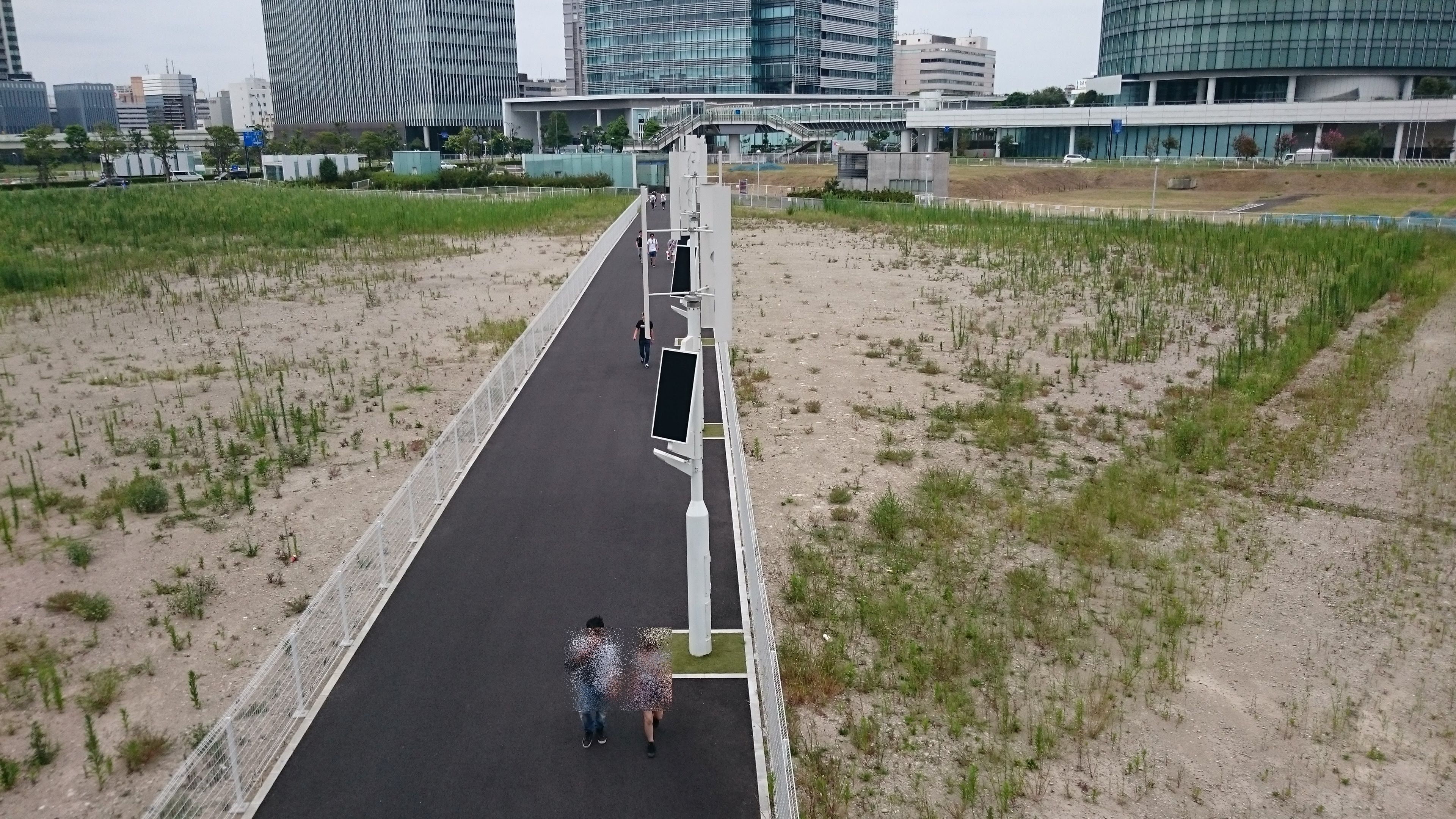
역 남쪽
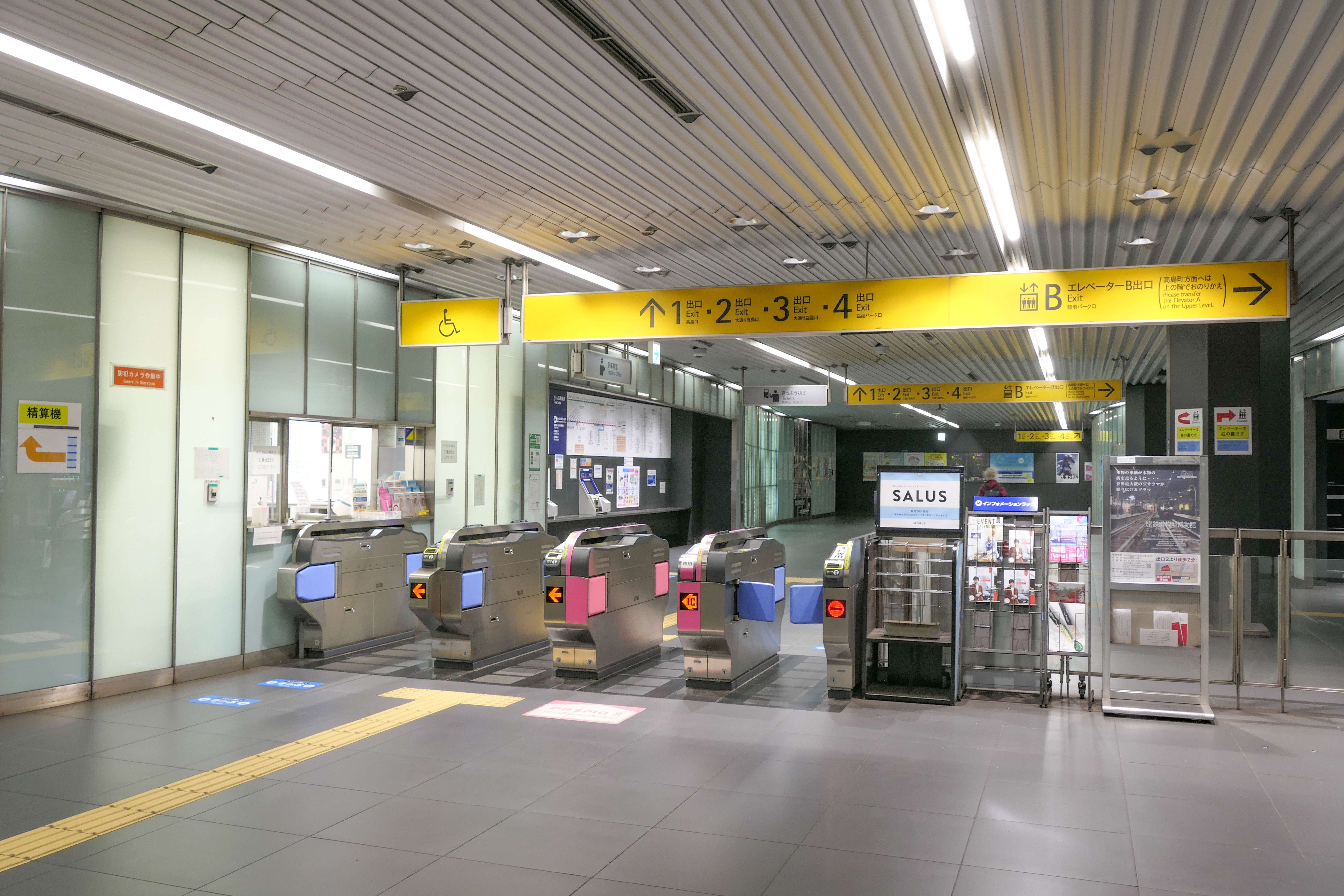
개찰구
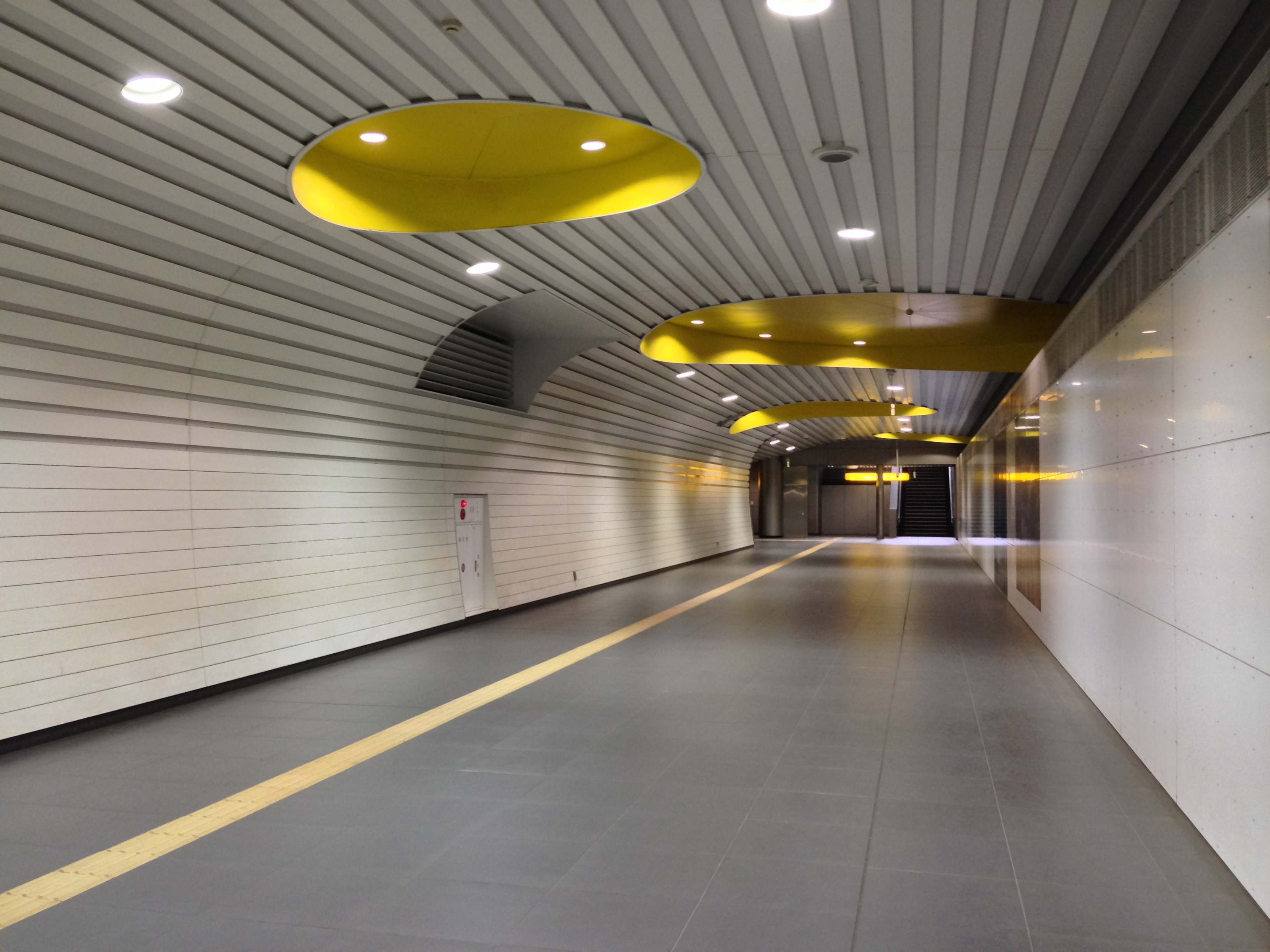
1,2번 출입구 연결통로

## 인접역
| 요코하마 고속 철도 미나토미라이 선                      | 요코하마 고속 철도 미나토미라이 선 | 요코하마 고속 철도 미나토미라이 선       |
| ------------------------------------------------------- | ---------------------------------- | ---------------------------------------- |
| MM01 요코하마 요코하마 방면                             | ■ 각역정차                         | 미나토미라이 MM03 모토마치·주카가이 방면 |
| 임시 다이아로 운행할 경우에는 급행이나 특급이 정차한다. |                                    |                                          |